# Sha Tin
Sha Tin (en chino: 沙田區, Romanización Yale (cantonés): Sātìhn kēui, pinyin: Shātián qū, en inglés: Sha Tin District) es uno de los 18 distritos de la ciudad de Hong Kong, República Popular China. Está ubicado en los Nuevos Territorios, aproximadamente en el centro geográfico de Hong Kong. Su área es de 72 kilómetros cuadrados y su población es de 610 000 habitantes (la más numerosa).
Este distrito fue construido en 1981.
Allí se encuentra la Universidad China de Hong Kong, fundada en 1963 y calificada como la número 42 del ranking mundial.
El río Shing Mun pasa por este distrito.

## Galería

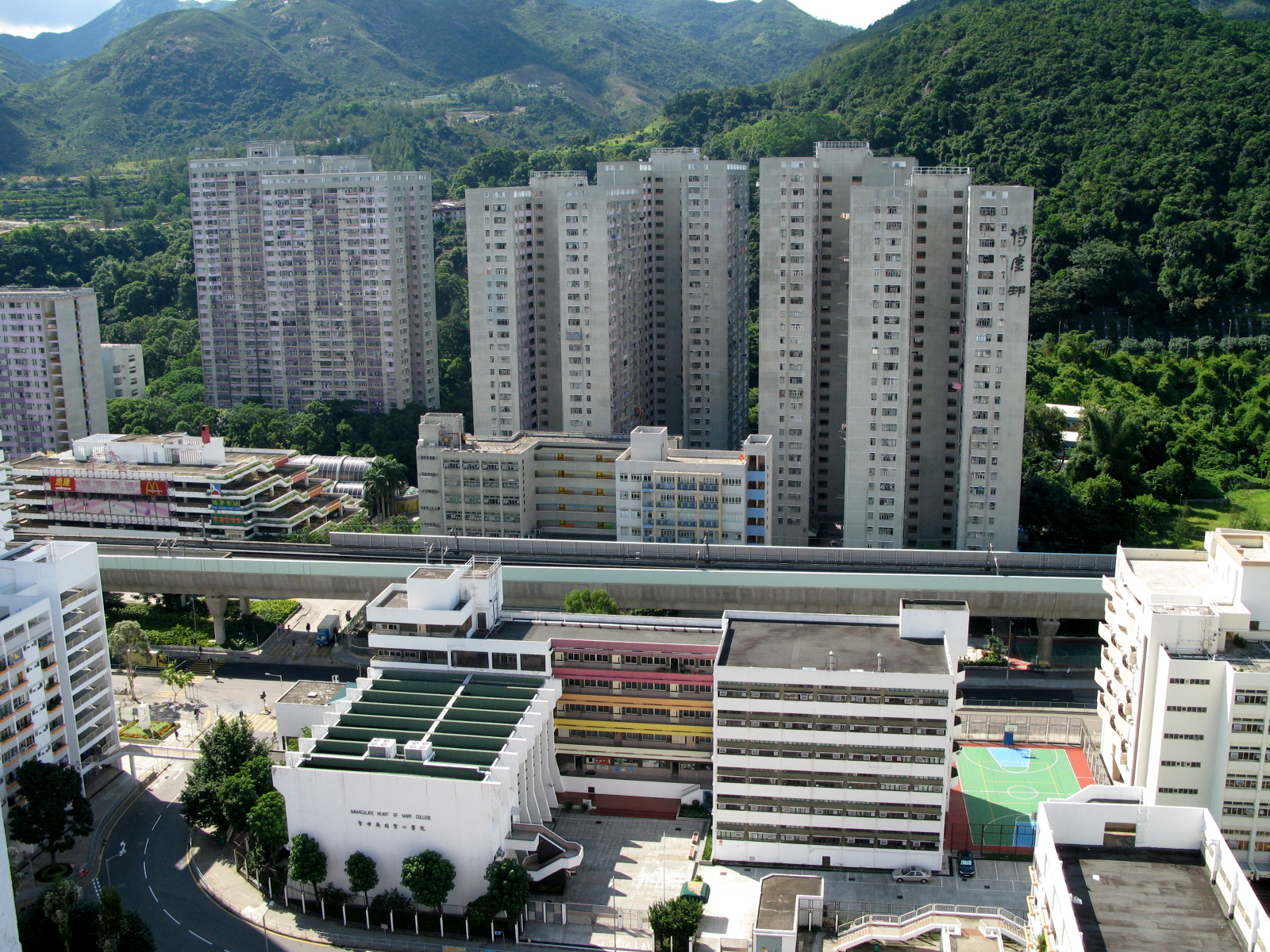
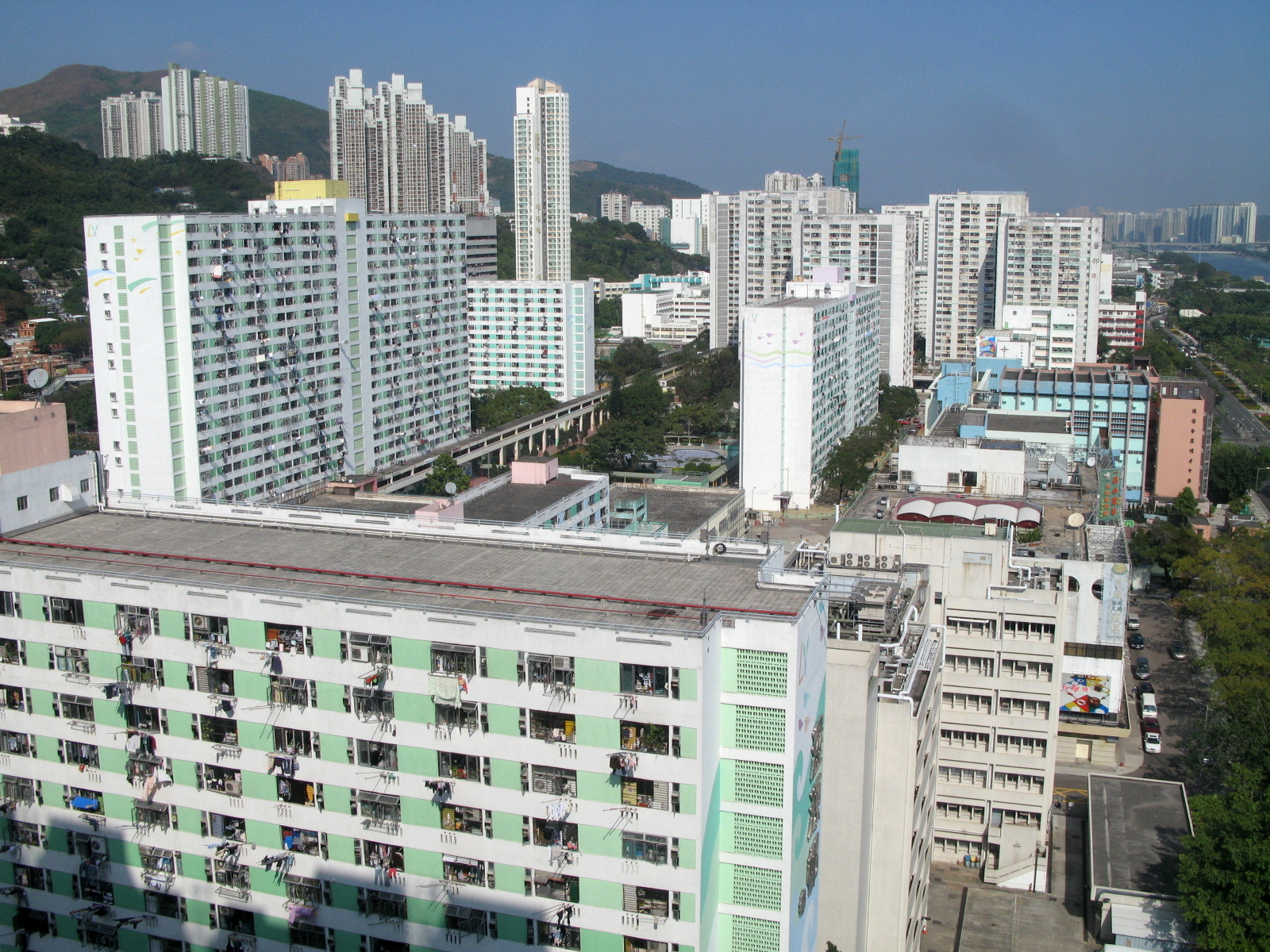
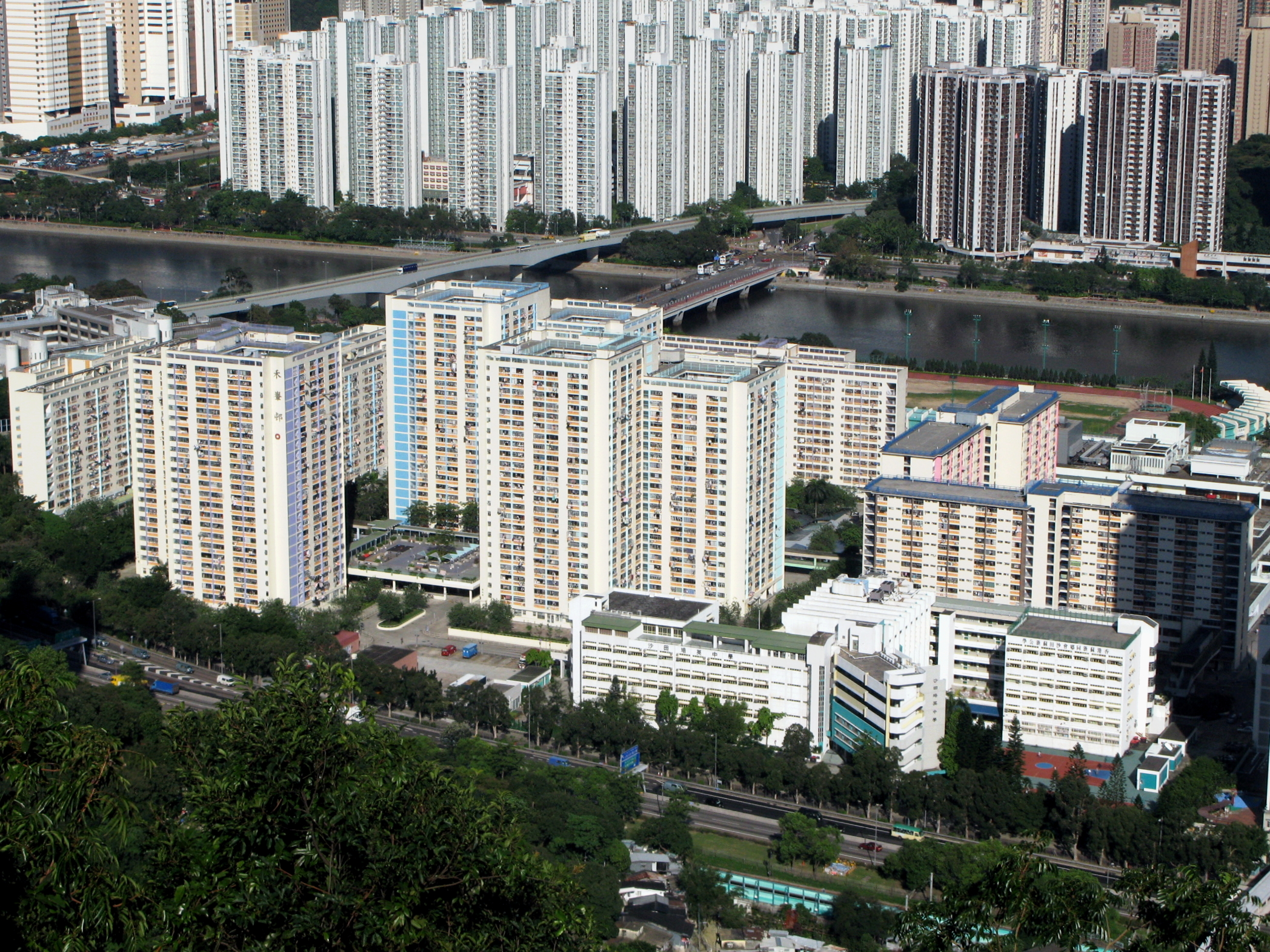
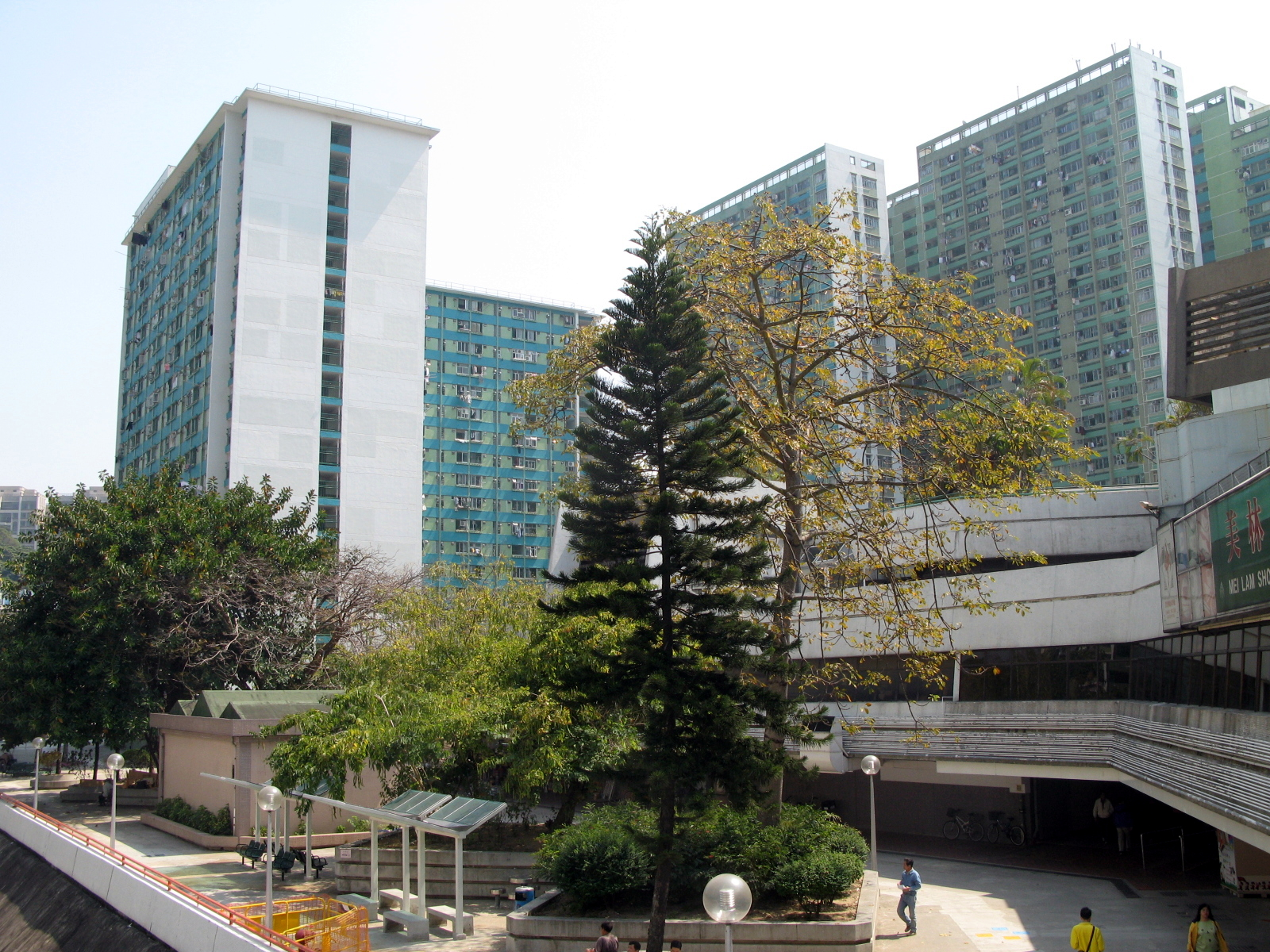
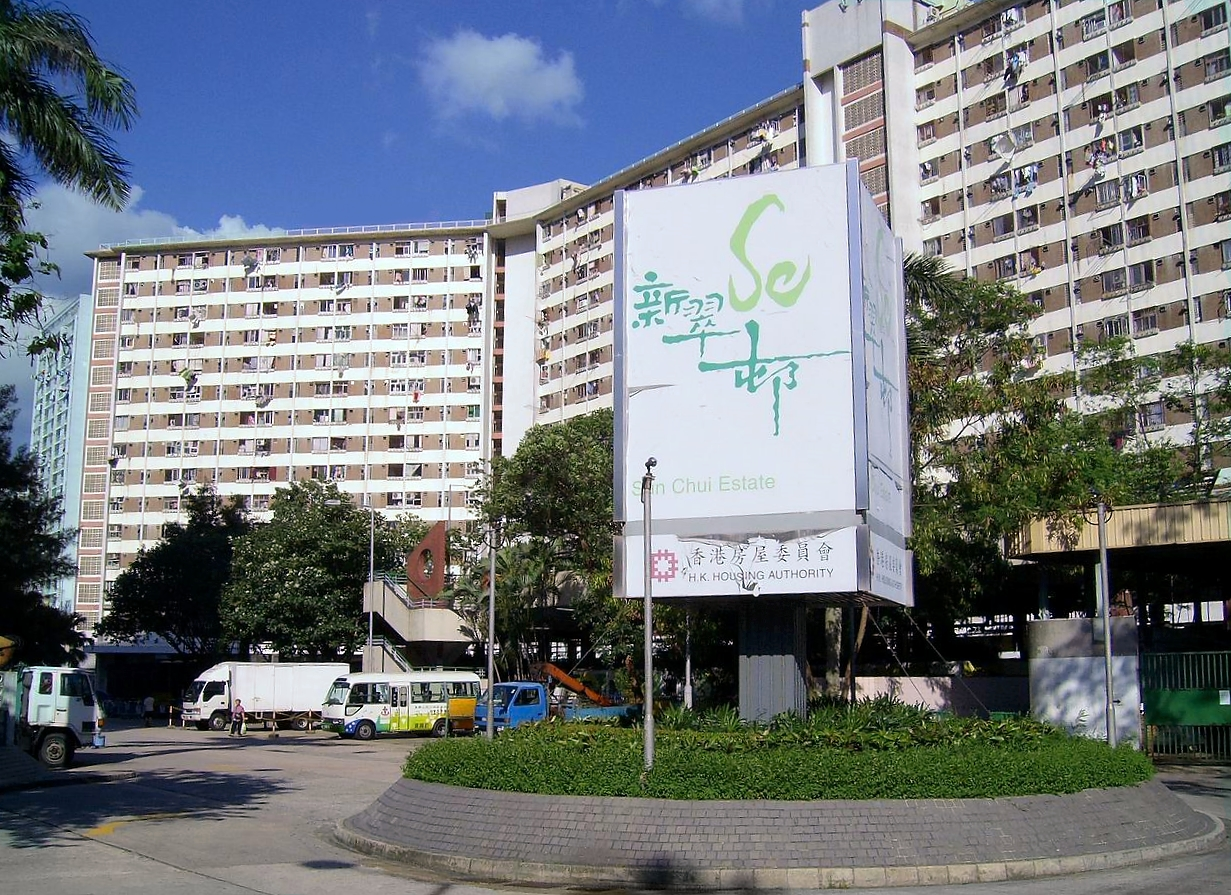
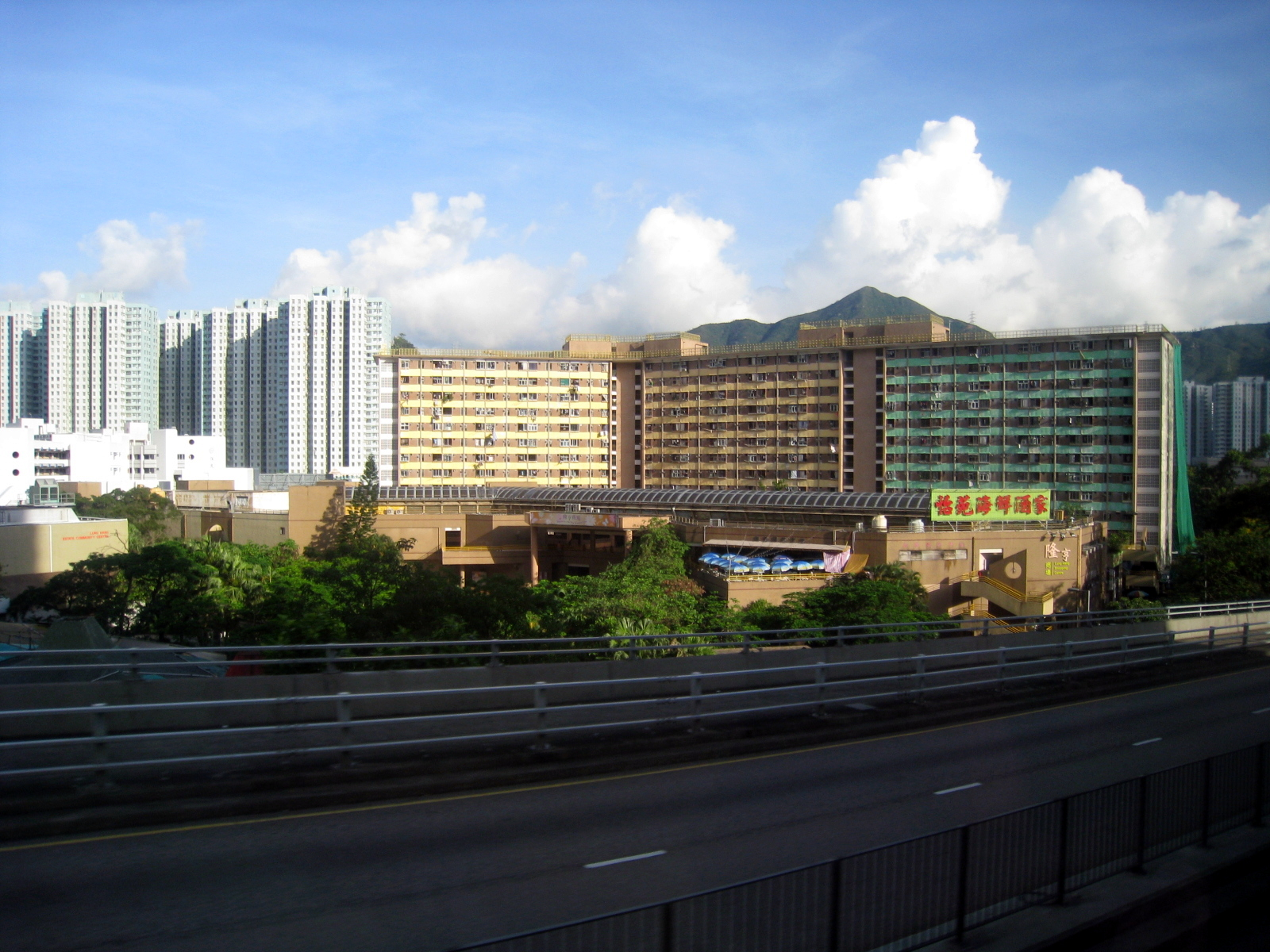
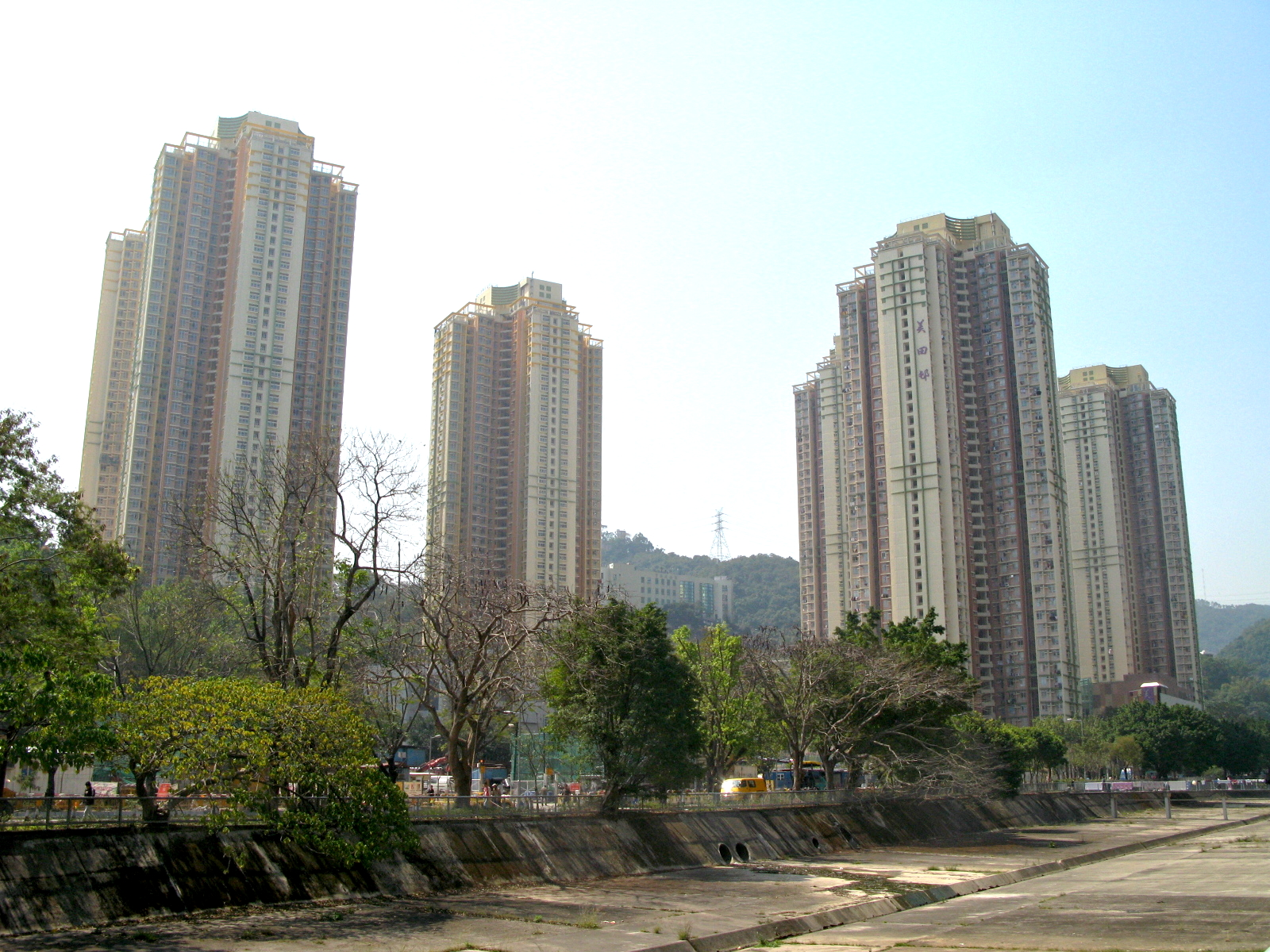
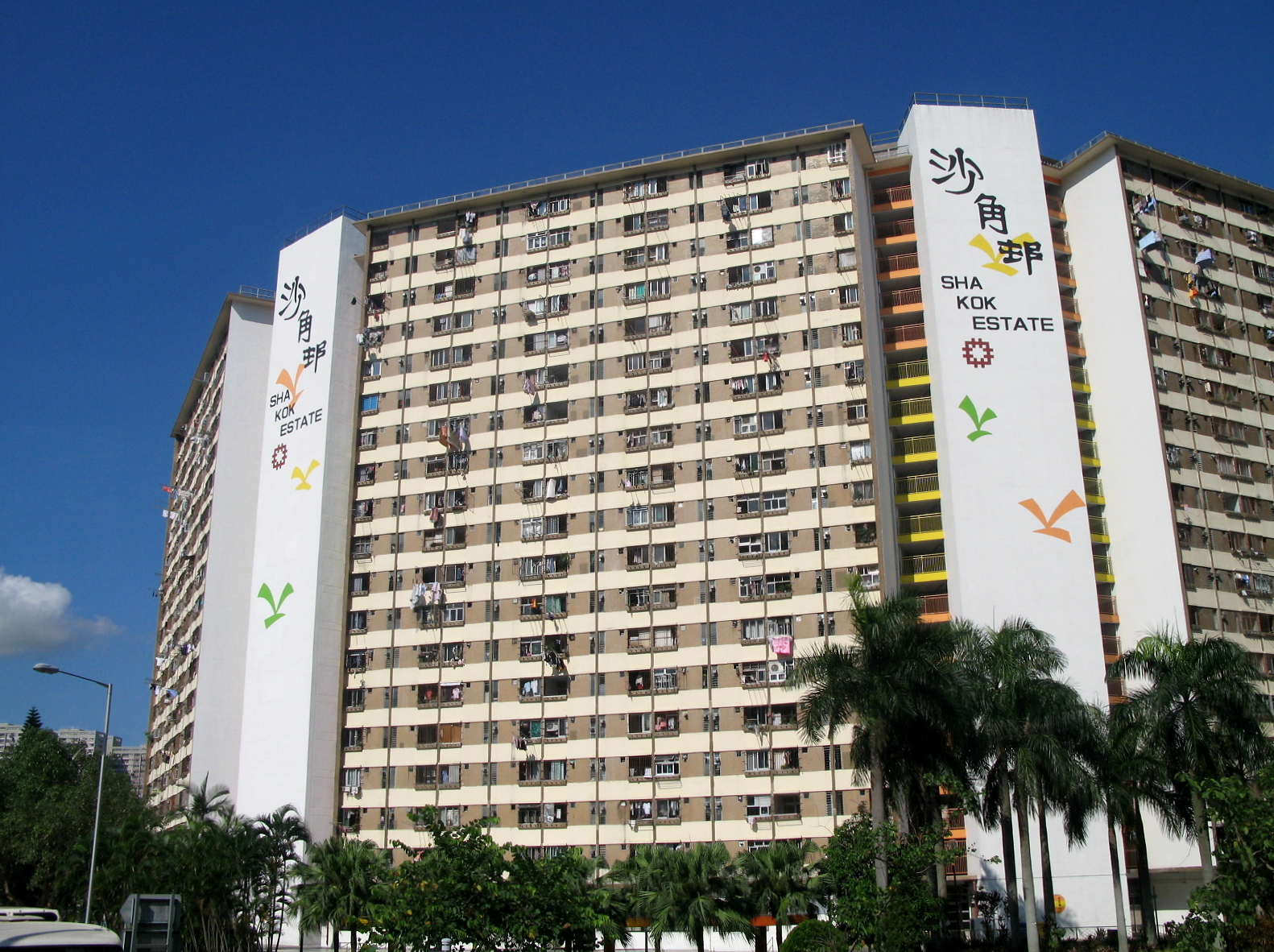
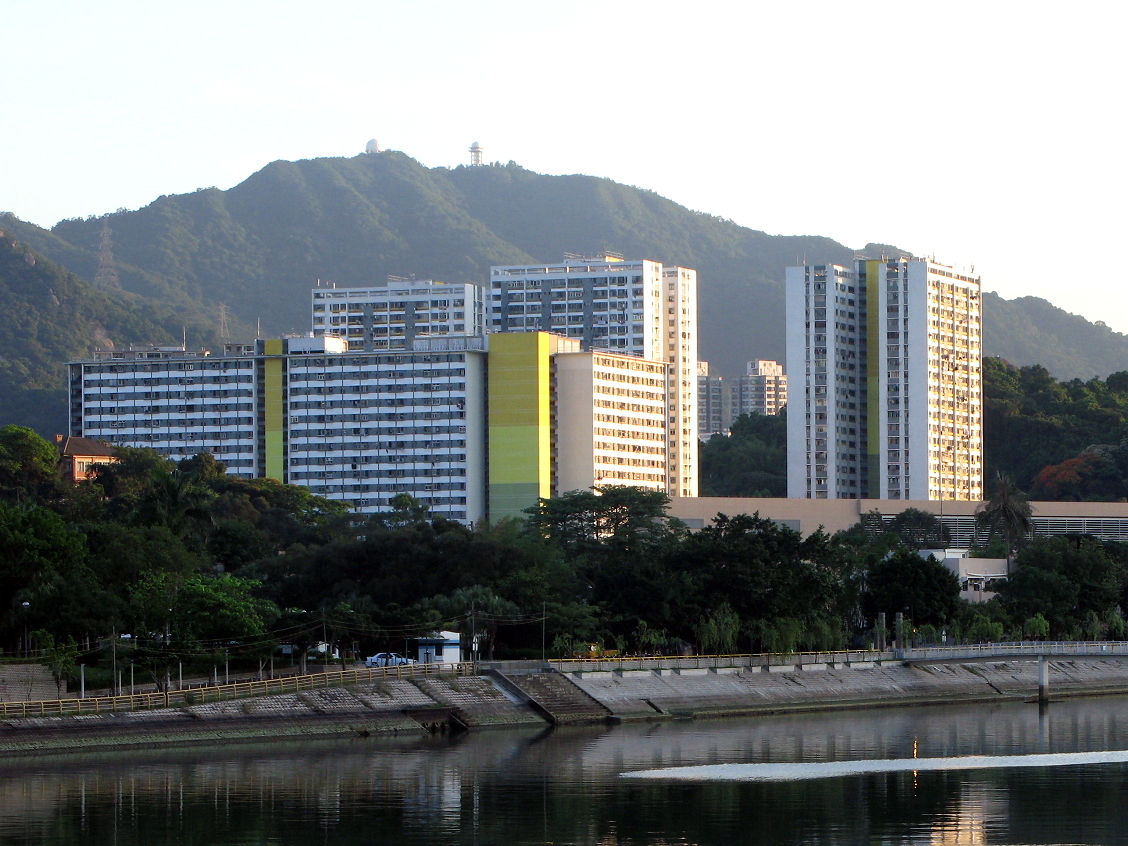
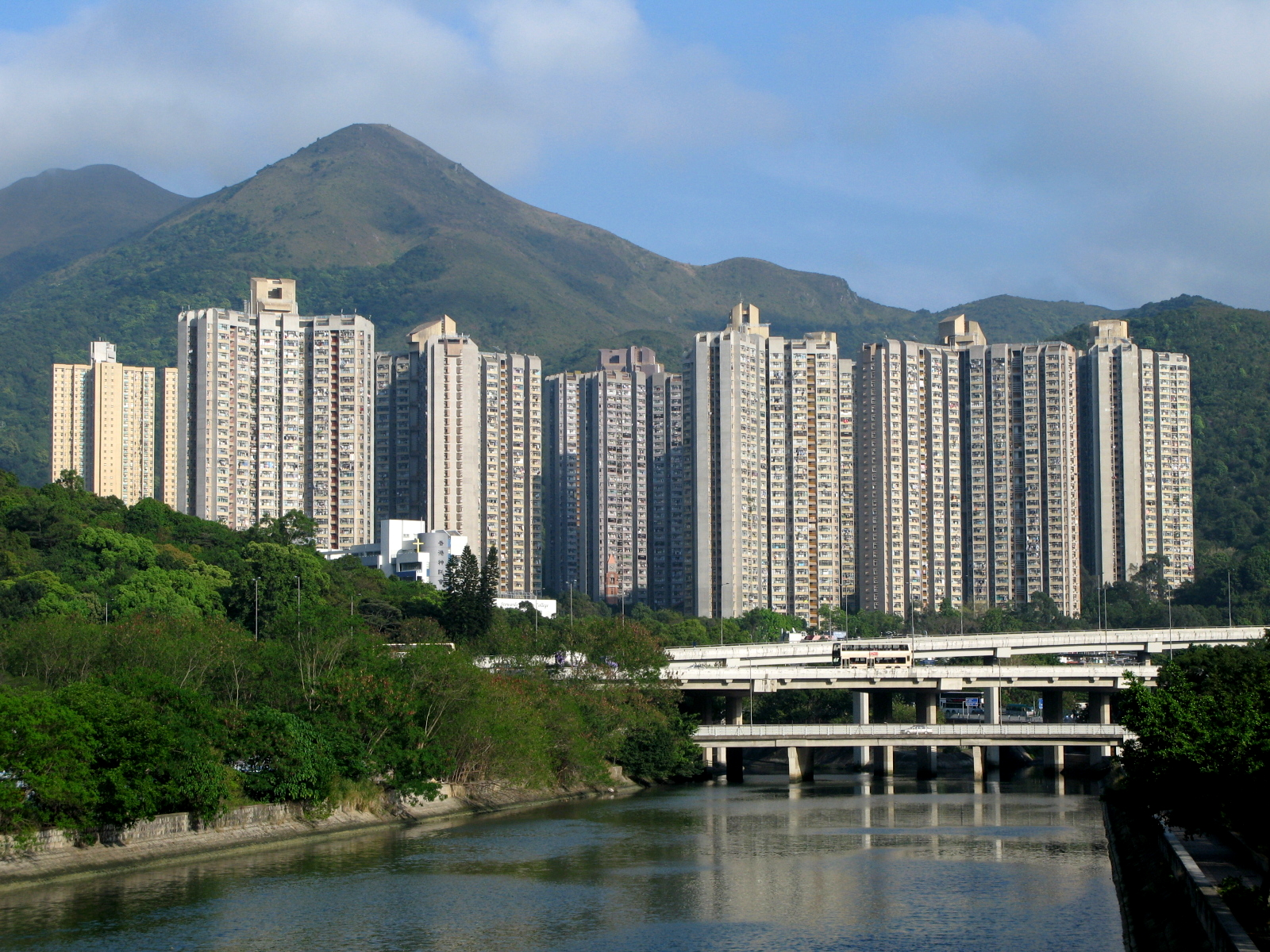
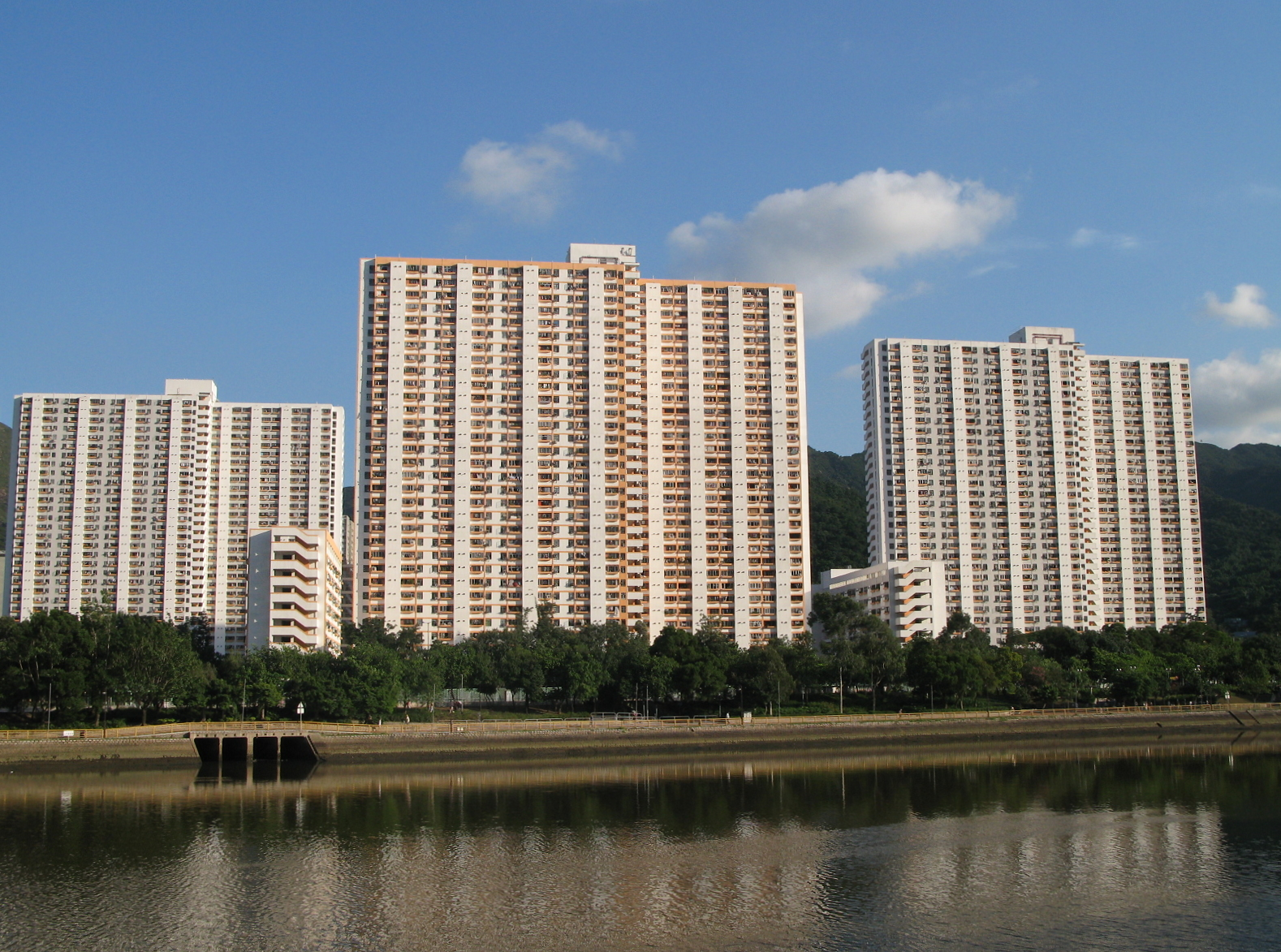
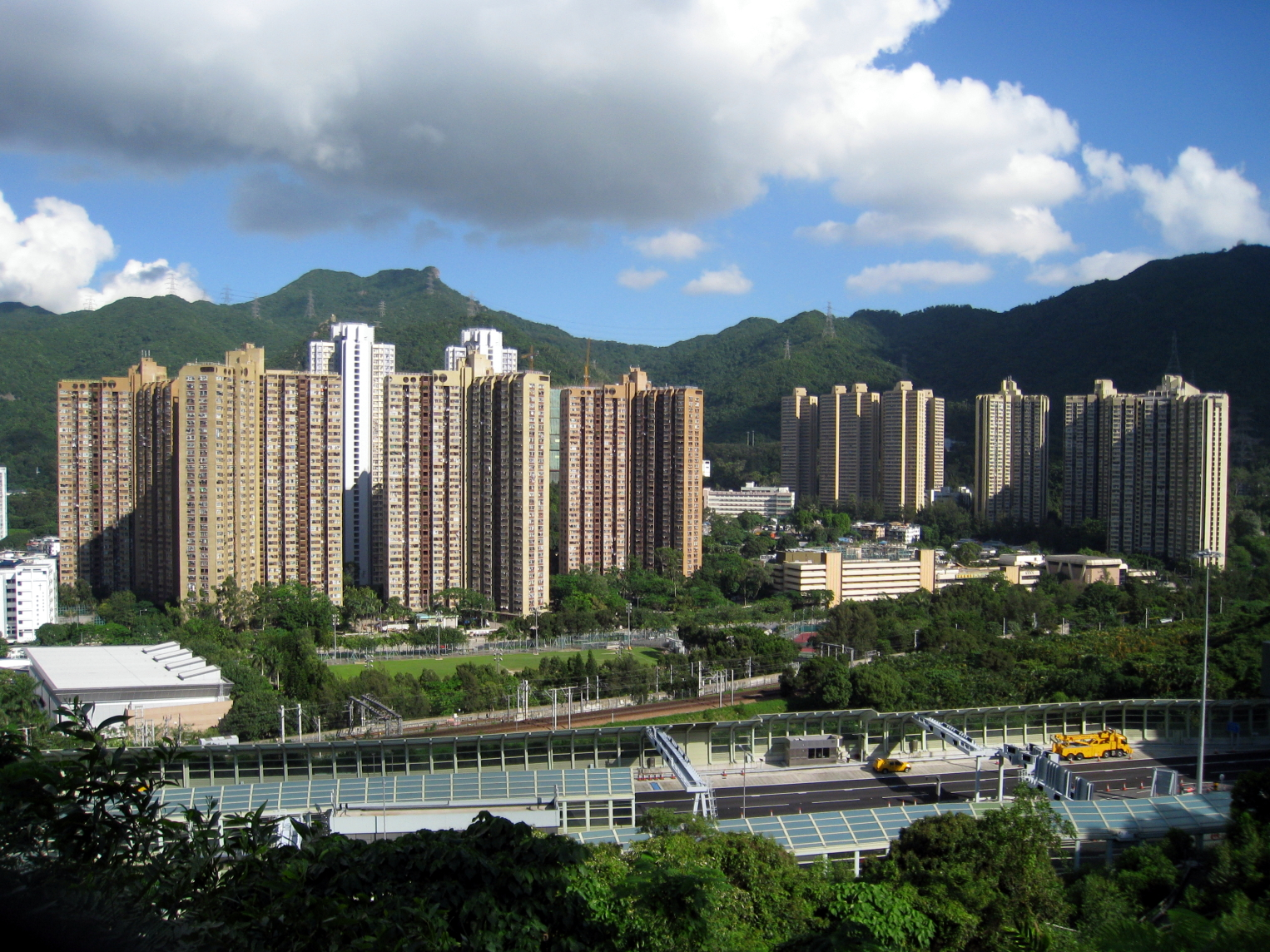